# Eddie Royal
William Edward "Eddie" Royal (21 de mayo en Alexandria, Virginia) es un exjugador de fútbol americano que jugó como wide receiver y especialista en retornos para los Chicago Bears de la NFL. Como universitario, jugó para Virginia Tech.